# Jacques Dutronc
Jacques Dutronc, född 28 april 1943 i Paris, är en fransk sångare och skådespelare.
Dutronc nådde först framgång som låtskrivare åt Françoise Hardy 1965. Han påbörjade en egen karriär 1966. Han hade hits i Frankrike med låtar som Et moi, et moi, et moi (1966), och Paris S'evelle (1968). Han satasade på en skådespelarkarriär från och med 1973 men återvände till musiken på 1980-talet. Han hade en hit i Sverige med låten L'Arsene sensommaren 1971.
Dutronc var gift med Françoise Hardy från 1981 fram till hennes död 2024 och tillsammans har de en son född 1973.

## Filmografi (urval)
- 2000 – Sängfösaren
- 1998 – Place Vendôme
- 1991 – Van Gogh
- 1980 – L'Entourloupe
- 1976 – Mado